# EV3 Pelgrimsroute
De Pelgrimsroute (Pilgrims Route) is een geheel bewegwijzerde fietsroute op Europese schaal van zo'n 5650 kilometer lang. De route maakt deel uit van het EuroVelo-fietsroutenetwerk van de European Cyclists' Federation, en is opgezet met financiering vanuit een Interreg-programma van de Europese Unie. Het type bewegwijzering verschilt van land tot land omdat gebruik wordt gemaakt van nationale netten van lange-afstandsfietsroutes. De route is vooral bedoeld voor fietsvakantie. 

## Routebeschrijving
Per land zijn de belangrijkste steden die doorkruist worden:
| Land                      | Belangrijkste steden (kruising met andere EuroVelo)                                                                           |
| ------------------------- | --- |
| Noorwegen                 | Trondheim (EV1), Hamar, Oslo, Frederikstad (EV12)                                                                             |
| Zweden                    | Göteborg (EV7, EV12) |
| Denemarken                | Frederikshavn (EV12) |
| Duitsland                 | Flensburg (EV10), Hamburg (EV12), Bremen, Osnabrück, Münster (EV2), Wesel (EV15), Neuss (EV4), Keulen, Bonn (EV4, EV15), Aken |
| Nederland                 | Drielandenpunt |
| België                    | Luik (EV19), Namen (EV5, EV19), Charleroi                                                                                     |
| Frankrijk (Scandibérique) | Compiègne, Parijs, Gien (EV6), Orléans, Tours (EV6), Bordeaux                                                                 |
| Spanje                    | Pamplona (EV1), Logroño, Burgos (EV1), Léon, Santiago de Compostella                                                          |

De route volgt de Pelgrimsroute naar Santiago de Compostella in Spanje. Pelgrims uit heel Europa gingen vroeger naar Santiago op bedevaart. Hiervoor zijn verschillende routes. De EuroVelo start in Noorwegen.
De totale afstand bedraagt 5650 kilometer. Onderweg zijn er veel bezienswaardigheden en de route doet steden als Göteborg, Aken, Luik, Namen, Parijs, Orléans, Tours en Bordeaux aan. Voor gidsen en toelichtingen moet gebruikgemaakt worden van het materiaal dat per land beschikbaar is. In sommige gevallen kan dat er toe leiden dat het alleen beschikbaar is in de taal van dat land. 

### Noorwegen
De route start in Trondheim. In de Slag bij Stiklestad verloor Olaf II van Noorwegen (heilige Olaff) het leven. Daarna waren er diverse tekenen die aan zijn overlijden werden toegeschreven. Gedurende de middeleeuwen was Trondheim hierdoor de belangrijkste christelijke pelgrimsplaats in Noord-Europa, met pelgrimsroutes vanuit Oslo in het zuiden van Noorwegen en vanuit Jämtland en Värmland in het naburige Zweden. Het bekendste bouwwerk in Trondheim is de Nidaroskathedraal. De route voert Hamar naar de hoofdstad Oslo. Vanaf Frederikstad gaat de EV12 Noordzeeroute parallel met de route meelopen. De grens met Zweden wordt gepasseerd bij Halden. In Noorwegen volgt de route de nationale route 3. Pilegrimsruta, één van de nationale fietsroutes van Noorwegen.

### Zweden
Vanaf Strömstad voert de route door het Bohuslän-landschap. In Göteborg steekt de route de Oostzee over. De EV12 Noordzeeroute volgt de Zweedse kust verder zuidwaarts, samen met de EV7 Route van de Zon die deze route kruist in Göteborg.

### Denemarken
In Frederikshavn kruist de route de EV12 Noordzeeroute. De route volgt tot de Nationale route N3 - Ossenwegroute tot Padborg aan de grens.

### Duitsland
Vanaf Harrislee gaat de route door Duitsland. In Flensburg kan worden aangesloten op de EV10 Oostzeeroute. Het gehele Duitse deel bestaat uit de landelijke route D7 - Pelgrimsroute welke is onderverdeeld in diverse regionale routes. Tot Hamburg volgt de route de Hærvejen. In Hamburg kan worden aangesloten op de EV12 Noordzeeroute. Tussen Hamburg en Bremen voert de route over de 150 km lange Radfernweg Hamburg-Bremen. Daarna loopt de route tussen Bremen en Osnabrück over de 310 km lange Brückenradweg. 
Vanaf Osnabrück tot Münster maakt de route gebruik van de Friedensroute en in het Münsterland wordt gebruik gemaakt van de 100 Schlösser Route. In Münster wordt ook de EV2 Hoofdstedenroute gekruist.
De route maakt tot de Rijn gebruik van de Römer-Lippe-route. Vanaf Wesel tot Bonn loopt de route parallel met de EV15 Rijnroute. Vanaf Neuss loopt ook tot Bonn de EV4 Midden-Europaroute ook parallel mee. De route passeert de stad Keulen.
Van Bonn tot Aken maakt de route gebruik van de Waterkastelenroute.

### Nederland
De route doet het Drielandenpunt aan, de grens tussen Duitsland, België en Nederland.

### België
In Gemmenich pakt de route de RAVeL Ligne 38 et Ligne 39 op door het Land van Herve naar Luik. Vanaf hier volgt de route de RAVeL Meuse en loopt parallel met de EV19 Maasroute. Onderweg gaat de route door Huy met de citadel en de bekende Muur van Huy uit de wielerwedstrijd Waalse Pijl. 
In Namen passeert de route wederom een citadel. Hier kruist de route de EV5 Via Romea Francigena en vervolgt de EV19 Maasroute verder de Maas zuidwaarts. De route zelf loopt via de RAVeL Sambre door naar Charleroi en daarna naar Frankrijk. Bij Erquelinnes wordt de grens gepasseerd.

### Frankrijk
Na de passage van de grens bij Jeumont fietst de route over La Scandibérique (met 1.700 km aan routes de langste fietsroute van Frankrijk). De route volgt het dal van de Samber en later het dal van de Oise. De regio Île-de-France wordt gepasseerd via het Canal de l'Ourcq.
De route passeert de hoofdstad Parijs. De route gaat ook door het dal van de Loire, de Poitou en Gascogne om de Pyreneeën bij Saint-Jean-Pied-de-Port te bereiken. 
Tussen Gien en Tours loopt de route parallel met de EV6 Atlantische kust naar de Zwarte Zee.
In Saint-Jean-Pied-de-Port komen de paden naar Santiago de Compostella samen voor de passage over de Pyreneeën.

### Spanje
Vanaf Roncesvalles tot Santiago de Compostella loopt de route over de Pelgrimsroute naar Santiago de Compostella. Tussen Pamplona en Burgos loopt de route parallel met de EV1 Atlantische Kustroute.  In Santiago kan worden doorgefietst naar de Cabo Finisterre aan de Atlantische Oceaan.